# Chennai Open (WTA) 2022
Il Chennai Open (WTA) 2022 è un torneo di tennis femminile giocato sui campi in cemento all'aperto. È la 1ª edizione del torneo, che fa parte della categoria WTA 250 nell'ambito del WTA Tour 2022. Il torneo si gioca al SDAT Tennis Stadium di Chennai in India dal 12 al 18 settembre 2022.

## Partecipanti al singolare

### Teste di serie
| Nazionalità | Giocatrice            | Ranking* | Testa di serie |
| ----------- | --------------------- | -------- | -------------- |
| Stati Uniti | Alison Riske-Amritraj | 29       | 1              |
|             | Varvara Gračëva       | 72       | 2              |
| Polonia     | Magda Linette         | 73       | 3              |
| Germania    | Tatjana Maria         | 85       | 4              |
| Svezia      | Rebecca Peterson      | 92       | 5              |
| Cina        | Wang Qiang            | 102      | 6              |
| Canada      | Rebecca Marino        | 106      | 7              |
| Francia     | Chloé Paquet          | 111      | 8              |

* Ranking al 29 agosto 2022.

### Altre partecipanti
Le seguenti giocatrici hanno ricevuto una wild card per il tabellone principale:
- Eugenie Bouchard
- Ankita Raina
- Karman Thandi

La seguente giocatrice è entrata in tabellone con lo special ranking:
- Yanina Wickmayer

Le seguenti giocatrici sono passate dalle qualificazioni:

- Jana Fett
- Nao Hibino
- Liang En-shuo
- Kyōka Okamura
- Olivia Tjandramulia
- Marija Tkačeva

### Ritiri
Prima del torneo
- Caroline Garcia → sostituita da  Despina Papamichail
- Elise Mertens → sostituita da  Nadia Podoroska

## Partecipanti al doppio

### Teste di serie
| Nazione     | Giocatrice         | Nazione | Giocatrice       | Rank1 | Seed |
| ----------- | ------------------ | ------- | ---------------- | ----- | ---- |
| Canada      | Gabriela Dabrowski | Brasile | Luisa Stefani    | 105   | 1    |
| Stati Uniti | Kaitlyn Christian  |         | Lidzija Marozava | 126   | 2    |
| Georgia     | Oksana Kalašnikova | Ucraina | Nadežda Kičenok  | 153   | 3    |
| Cina        | Han Xinyun         | Polonia | Katarzyna Kawa   | 155   | 4    |

* Ranking al 29 agosto 2022.

### Altre partecipanti
Le seguenti giocatrici hanno ricevuto una wild card per il tabellone principale:
- Sharmada Balu /  Riya Bhatia
- Eugenie Bouchard /  Yanina Wickmayer

La seguente coppia è subentrata in tabellone come alternate:
- Rutuja Bhosale /  Karman Thandi

#### Ritiri
Prima del torneo
- Victoria Jiménez Kasintseva /  Nadia Podoroska → sostituite da  Rutuja Bhosale /  Karman Thandi
- Miyu Katō /  Asia Muhammad → sostituite da  Justina Mikulskytė /  Emily Webley-Smith
- Julia Lohoff /  Astra Sharma → sostituite da  Astra Sharma /  Ekaterina Jašina

## Campionesse

### Singolare
Linda Fruhvirtová ha sconfitto in finale  Magda Linette con il punteggio di 4-6, 6-3, 6-4.
- È il primo titolo in carriera per la Fruhvirtová.

### Doppio
Gabriela Dabrowski /  Luisa Stefani hanno sconfitto in finale  Anna Blinkova /  Natela Dzalamidze con il punteggio di 6-1, 6-2.